# 富安桥
富安桥是位于中国江苏省昆山市周庄镇中市街东端，横跨南北市河，通南北市街。桥身四角有桥楼，系独特的立体型桥楼合壁建筑。始建于元至正十五年（1355年），由里人杨钟建。明成化十四年（1478年）、嘉靖元年（1522年）、清咸丰五年（1855年）经三次重修，为单孔拱桥。桥长17.4米，宽3.8米，跨度6.6米。1991年7月27日公布为昆山市文物保护单位。